# Heinrich Riso
Heinrich Riso (30 de juny de 1882 - agost de 1952) va ser un futbolista alemany que va jugar com a defensa. Va passar tota la seva carrera al VfB Leipzig, guanyant el campionat de futbol alemany inaugural amb el club el 1903 i un títol més el 1906. També va representar la selecció alemanya en dues ocasions, però no va poder jugar el primer partit internacional d'Alemanya el 1908 a causa d'una lesió.

## Palmarès
- Campionat d'Alemanya de futbol: 1903, 1906